# Thorictus kraatzi
Thorictus kraatzi is een keversoort uit de familie spektorren (Dermestidae). De wetenschappelijke naam van de soort werd in 1895 gepubliceerd door Erich Wasmann.